# Canções
Canções é uma colectânea de poemas do autor português António Botto, que foi sendo editada e aumentada pelo próprio autor no período de 1921 a 1932. O carácter abertamente homossexual de alguns dos poemas causou enorme polémica nos meios conservadores e religiosos da época. Canções foi traduzido para inglês por Fernando Pessoa.

## A poesia deCanções
Em Canções, António Botto escreveu sobre as emoções humanas mais fortes: as fortes pulsões eróticas e sexuais, a vertigem do desejo e da tentação, mas soube genialmente rodeá-los de uma aura simpática e calorosa, numa linguagem simples mas fortemente expressiva, como em Venham ver a maravilha:
Venham ver a maravilha
Do seu corpo juvenil!
O sol encharca-o de luz,
E o mar, de rojos, tem rasgos
De luxúria provocante.
Avanço. Procuro olhá-lo
Mais de perto… A luz é tanta
Que tudo em volta cintila
Num clarão largo e difuso…
Anda nu - saltando e rindo,
sobre a areia da praia
Parece um astro fulgindo.
Procuro olhá-lo; - e os seus olhos,
Amedrontados, recusam,
Fixar os meus… - Entristeço…
Mas nesse lugar fugidio -
Pude ver a eternidade
Do beijo que eu não mereço…
ou ainda, manifestando um intenso dilema interno, querendo sem querer, tentando resistir à paixão sem o conseguir, em Meus olhos que por alguém:
Meus olhos que por alguém
Deram lágrimas sem fim
Já não choram por ninguém
- Basta que chorem por mim
Arrependidos e olhando
A vida como ela é,
Meus olhos vão conquistando
Mais fadiga e menos fé.
Mas se as coisas são assim,
Chorar alguém - que loucura!
- Basta que eu chore por mim.
ou desfalecendo de prazer, como em Ouve, meu anjo:
Ouve, meu anjo:
Se eu beijasse a tua pele?
Se eu beijasse a tua bôca
Onde a saliva é mel?
Tentou, severo, afastar-se
Num sorriso desdenhoso;
Mas aí!,
A carne do assasssino
É como a do virtuoso.
Numa atitude elegante,
Misterioso, gentil,
Deu-me o seu corpo doirado
Que eu beijei quase febril.
Na vidraça da janela,
A chuva, leve, tinia…
Ele apertou-me cerrando
Os olhos para sonhar -
E eu lentamente morria
Como um perfume no ar!
mas também soube ser directo e provocante como em Anda vem…, porque te negas:
Anda vem…, porque te negas,
Carne morena, toda perfume?
Porque te calas,
Porque esmoreces,
Boca vermelha - rosa de lume?
Se a luz do dia
Te cobre de pejo,
Esperemos a noite presos num, beijo.
Dá-me o infinito gozo
De contigo adormecer
Devagarinho, sentindo
O aroma e o calor
Da tua carne, meu amor!
E ouve, mancebo alado:
Entrega-te, sê contente!
- Nem todo o prazer
Tem vileza ou tem pecado! Anda, vem!…
Dá-me o teu corpo
Em troca dos meus desejos…
Tenho saudade da vida!
Tenho sede dos teus beijos!

## Polémica em torno deCanções
Em artigo publicado no n.º 3 da revista "Contemporânea" em Julho de 1922 a propósito de Canções, Fernando Pessoa, numa defesa indirecta e algo "envergonhada", teoriza sobre o ideal esteta relacionando-o com a Grécia antiga e defende que António Botto é o único esteta de Portugal: "Artistas tem havido muitos em Portugal; estetas só o autor das Canções".
Álvaro de Campos, um dos heterónimos de Fernando Pessoa, arrasa no n.º 4 da "Contemporânea", em Outubro de 1922, os argumentos de Pessoa (!) por demasiado rebuscados e desnecessários e defende que Botto é integralmente imoral e indecente, mas é nisso que está a sua qualidade: "O Botto tem isto de forte e de firme: é que não dá desculpas. E eu acho, e deverei talvez sempre achar, que não dar desculpas é melhor que ter razão".
No mesmo n.º 4 da revista "Contemporânea" Álvaro Maia, um jornalista, assina um artigo em resposta a Fernando Pessoa onde se indigna por um ilustre intelectual como Pessoa se associar a tão repugnante, indecente e escandolosa e putrescente obra.
Raul Leal, descontente com a ausência de resposta de Fernando Pessoa, publica em 1923 o opúsculo "Sodoma Divinizada" na editora Olissipo (também de Fernando Pessoa) onde ataca ferozmente Álvaro Maia e defende Botto teorizando acerca da divinização da imoralidade e do pecado que assim passaria a moral e aceitável: "Sodoma não foi condenada às chamas por ser viciosa mas por não ser misticamente viciosa. (…) Ora, sem dúvida, António Botto não satisfaz o meu ideal do luxurioso e pederasta místico; mas isso depende principalmente do meio em que vivemos, meio perverso em que se não sente Deus que assim se mantém alheado de nós. (…) Criem-se templos de Luxúria em que esta tome uma feição litúrgica e só então surgirá o verdadeiro sensualismo místico que há-de exprimir a divinização do Mundo, a divinização de Sodoma estabelecida exaltadamente pelo Verbo e pelo Espírito Santo de Deus!".
A tempestade desencadeada por Canções e por "Sodoma Divinizada", bem como por outras obras e artigos que apareciam nas livrarias e jornais da época de que importa destacar "Decadência" de Judite Teixeira, foi tremenda, e a Federação Académica de Lisboa, tendo como porta-voz Pedro Teotónio Pereira, denuncia no jornal "A Época", em Fevereiro de 1923, a "vergonhosíssima desmoralização, que sob os mais repugnantes aspectos, alastra constantemente".
A Federação Académica de Lisboa estaria com grande probabilidade apenas a servir de face pública das vontades do poder instituído da época porque pouco depois, em Março, é ordenada pelo Governo Civil de Lisboa a apreensão dos já mencionados livros de Botto, Raul Leal e Judite Teixeira.
Fernando Pessoa e Álvaro de Campos protestam contra o ataque dos estudantes a Raul Leal: "Ó meninos: estudem, divirtam-se e calem-se. (…) Divirtam-se com mulheres, se gostam de mulheres; divirtam-se de outra maneira, se preferem outra. Tudo está certo, porque não passa do corpo de quem se diverte. Mas quanto ao resto, calem-se. Calem-se o mais silenciosamente possível". Mas com pouco efeito. O impulso censório ganha força com o regime do Estado Novo e a revista "Ordem Nova" declara-se "antimoderna, antiliberal, antidemocrática, antibolchevista e antiburguesa; contra-revolucionária; reaccionária; católica, apostólica e romana; monárquica; intolerante e intransigente; insolidária com escritores, jornalistas e quaisquer profissionais das letras, das artes e da informação". António Botto acaba por se ver forçado a emigrar para o Brasil e Raul Leal será vítima de espancamentos e deixará de escrever para jornais durante 23 anos.